# Maître des animaux

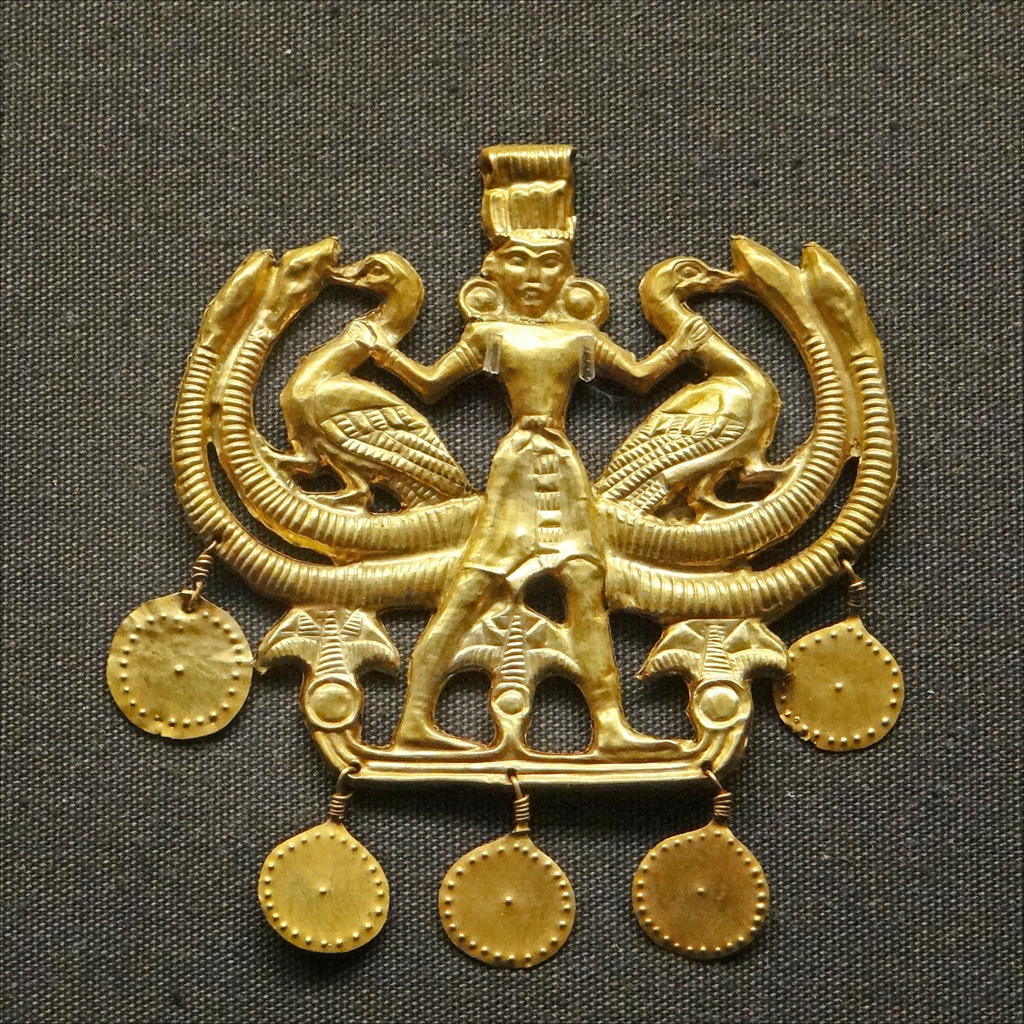
Pendentif en or égyptien représentant le Seigneur des Animaux, Minoen, 1700-1500 av. Trésor d'Égine. (British Museum)

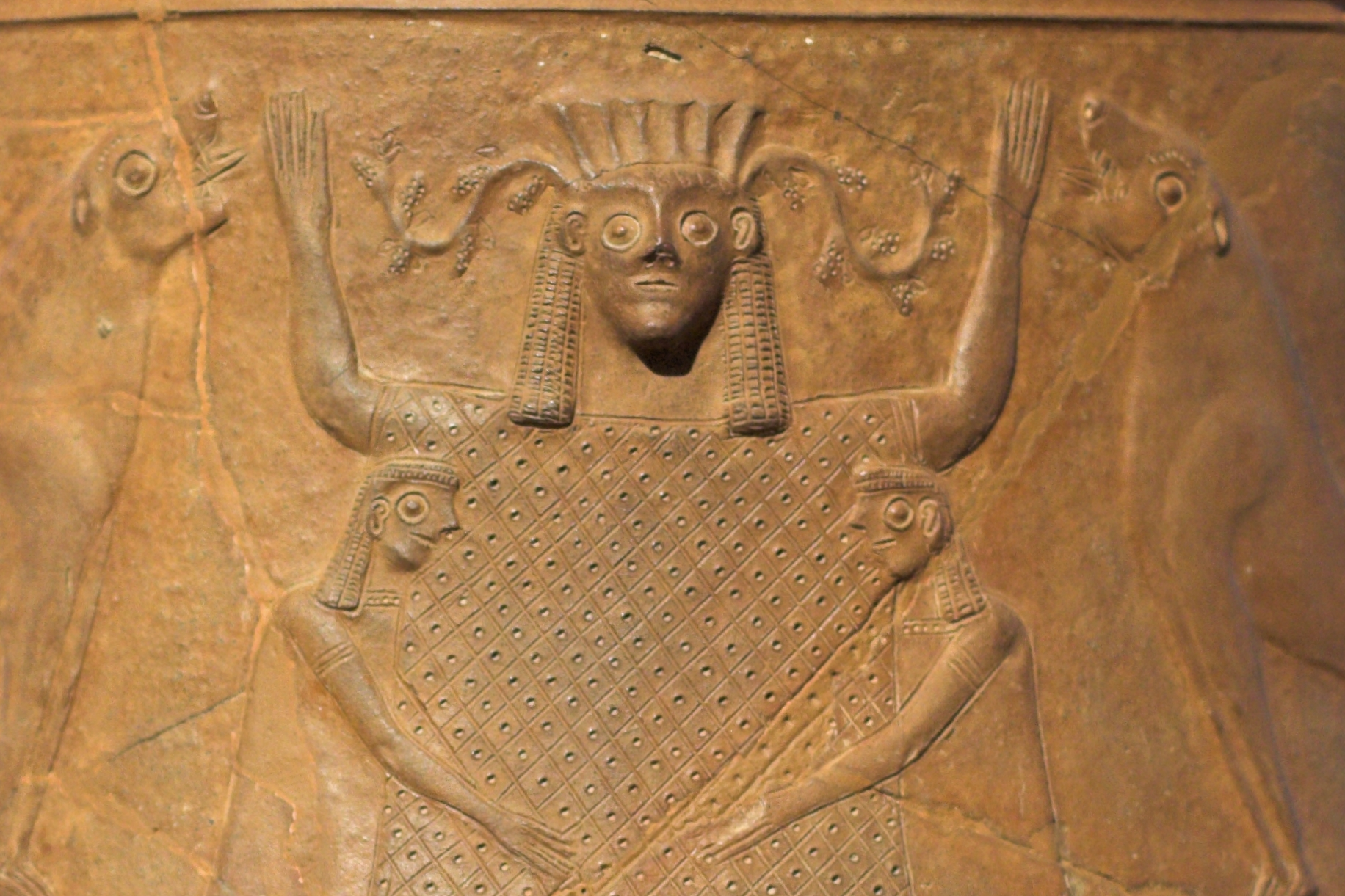
Maîtresse des animaux (Potnia Theron) Pithos avec relief, 625-600 av. J.-C., Musée Archéologique National d'Athènes

Le maître des animaux, le seigneur des animaux ou la maîtresse des animaux est un motif de l'art antique montrant un humain entre et saisissant deux animaux affrontés. Le motif est très répandu dans l'art du Proche-Orient ancien et de l'Égypte. La figure peut être féminine ou masculine, il peut s'agir d'une colonne ou d'un symbole, les animaux peuvent être réalistes ou fantastiques, et la figure humaine peut comporter des éléments animaux tels que des cornes, un haut de corps animal, un bas de corps animal, des jambes ou des pieds fourchus. Les motifs de ces représentations variaient beaucoup suivant les cultures, ils pouvaient être représenté avec des attributs divins spécifiques et lorsque lorsqu'il est masculin, la figure est généralement décrite comme un héros par les spécialistes qui les interprètent.
Le motif est si répandu et si efficace visuellement que de nombreuses représentations ont probablement été conçues comme une décoration à laquelle n'était attachée qu'une vague signification. Le Maître des Animaux est le « motif favori des sceaux officiels achéménides » mais les personnages dans ces cas symbolisent le roi.
La figure humaine peut être debout, comme on le trouve au quatrième millénaire av. J.-C., ou agenouillée sur un genou comme on le trouve au troisième millénaire av. J.-C., ils sont généralement représentés de face, mais dans les pièces assyriennes, ils sont généralement représentés de profil. Parfois, les animaux sont clairement vivants, qu'ils soient relativement passifs et apprivoisés, ou qu'ils se débattent, se déchaînent ou attaquent. Dans d'autres pièces, ils peuvent représenter la proie d'un chasseur mort.
D'autres représentations associées montrent un personnage contrôlant ou « apprivoisant » un seul animal, généralement à droite du personnage. Mais les nombreuses représentations de héros ou de rois tuant un animal se distinguent de celles-ci<.

## Art

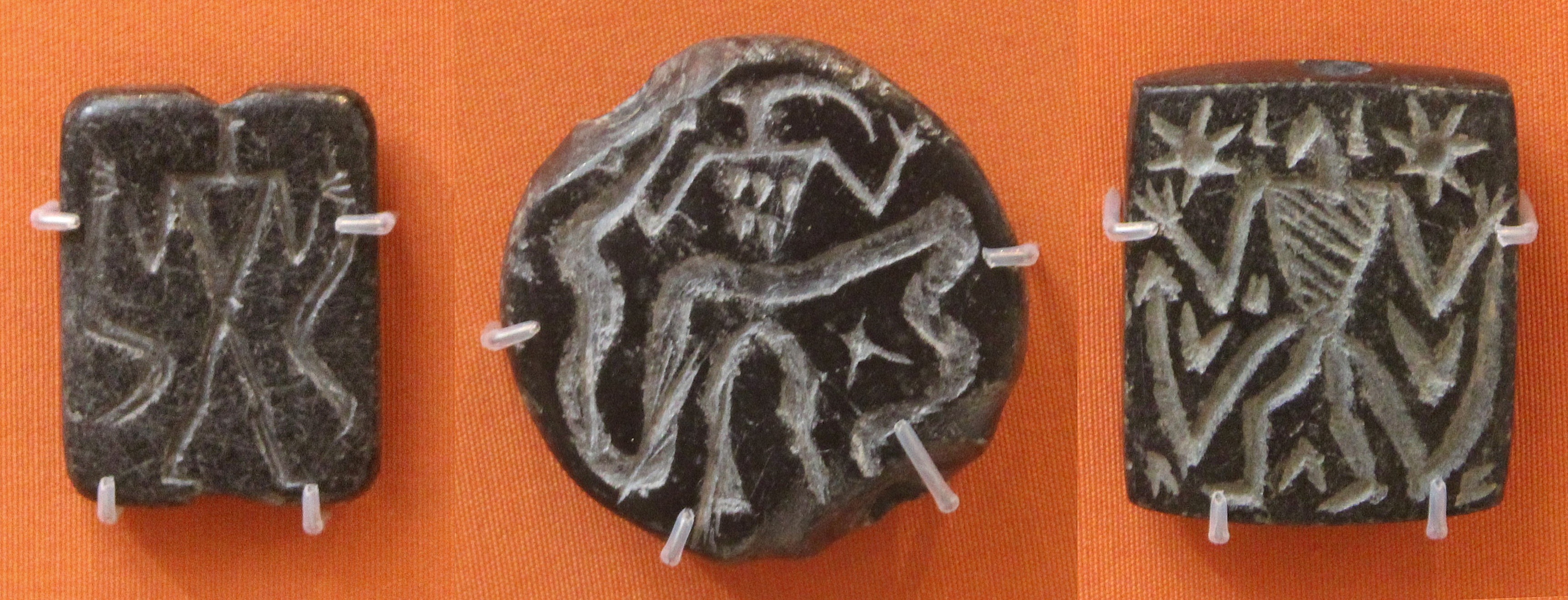
Sceaux de timbres « Maître des animaux », Tepe Giyan, Iran, 5000-4000 avant notre ère.

La plus ancienne représentation connue d'un tel motif apparaît sur des sceaux de timbre de la période d'Obeïd en Mésopotamie. Le motif apparaît sur un cachet en terre cuite provenant de Tell Telloh, dans l'ancien  Girsu, à la fin de la période préhistorique des Obeïd de Mésopotamie,vers 4000 av. J.-C.,,.

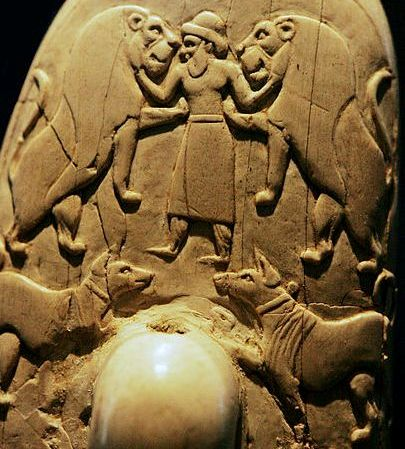
Couteau Gebel el-Arak (vers 3300-3200 av. J.-C.). Naqada II, Egypte

Le motif s'est également vu attribuer l'emplacement le plus élevé du célèbre couteau Gebel el-Arak au Louvre, un couteau en ivoire et silex datant de la période Nagada II de la préhistoire égyptienne, qui a débuté vers 3450 av. J.-C. On y voit un personnage en costume mésopotamien, souvent interprété comme un dieu, aux prises avec deux lions. On a établi un lien avec le célèbre sceau Pashupati de la civilisation de la vallée de l'Indus (2500-1500 av. J.-C.) qui montre un personnage assis dans une posture semblable à celle du yoga, avec une coiffe à cornes (ou des cornes) et entouré d'animaux.
Cette dernière est à son tour liée à une figure sur le chaudron de Gundestrup, qui est assise les jambes partiellement croisées, portant des bois, et entourée d'animaux et tenant un serpent dans une main et un torc dans l'autre. Cet objet célèbre et déroutant date probablement du IIe siècle av. J.-C., ou peut-être même du IIIe siècle apr. J.-C., et bien qu'il ait été trouvé au Danemark, il peut avoir été fabriqué en Thrace.
Une autre forme de ce  motif apparaît sur une boucle de ceinture du haut Moyen Âge provenant du canton de Wallis, en Suisse, qui représente la figure biblique de Daniel entre deux lions.
Le couvercle de la bourse de la sépulture de Sutton Hoo d'environ 620 apr. J.C., comporte deux plaques représentant un humain entre deux loups. Le motif est courant dans l'art anglo-saxon et dans les styles connexes du haut Moyen Âge, où les animaux restent généralement agressifs. Parmi les autres exemples notables de ce motif dans l'art germanique, citons l'une des plaques de Torslunda et des casques de Vendel et de Valsgärde.
Dans l'art de la Mésopotamie, le motif apparaît très tôt, généralement avec un « héros nu », par exemple à Uruk à l'époque d'Uruk Uruk (vers 4000 à 3100 av. J.-C.), mais il est « démodé en Mésopotamie au VIIe siècle av. J.-C.) » Dans les bronzes du Luristan, le motif est extrêmement courant, et souvent très stylisé. Par sa composition, ce motif est comparable à un autre motif très courant dans l'art du Proche-Orient ancien et de la Méditerranée, celui de deux animaux affrontés flanquant et broutant un Arbre de Vie, interprété comme représentant une divinité terrestre.

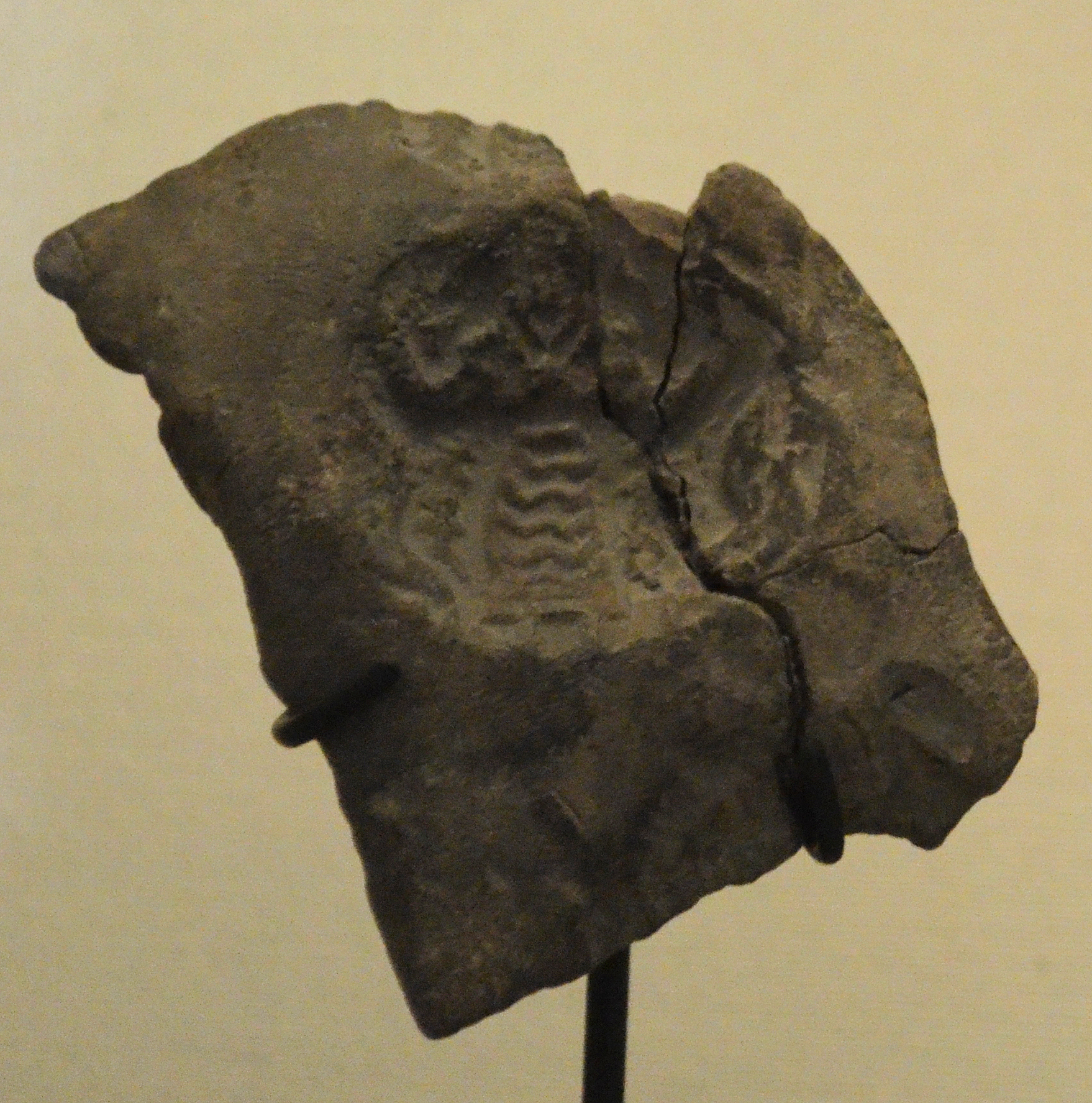
Maître des animaux, Suse I (4200-3800 av. J.-C.), Musée du Louvre
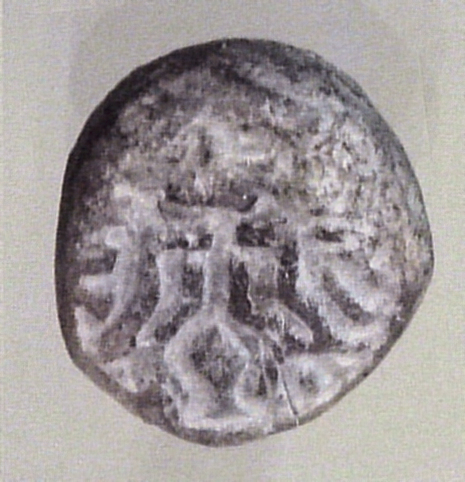
Sceau-timbre en terre cuite avec motif du Maître des animaux, Tell Telloh, ancien Girsu, Fin de la période d'Obeïd, vers 4000 av. J.-C.[16],[17].
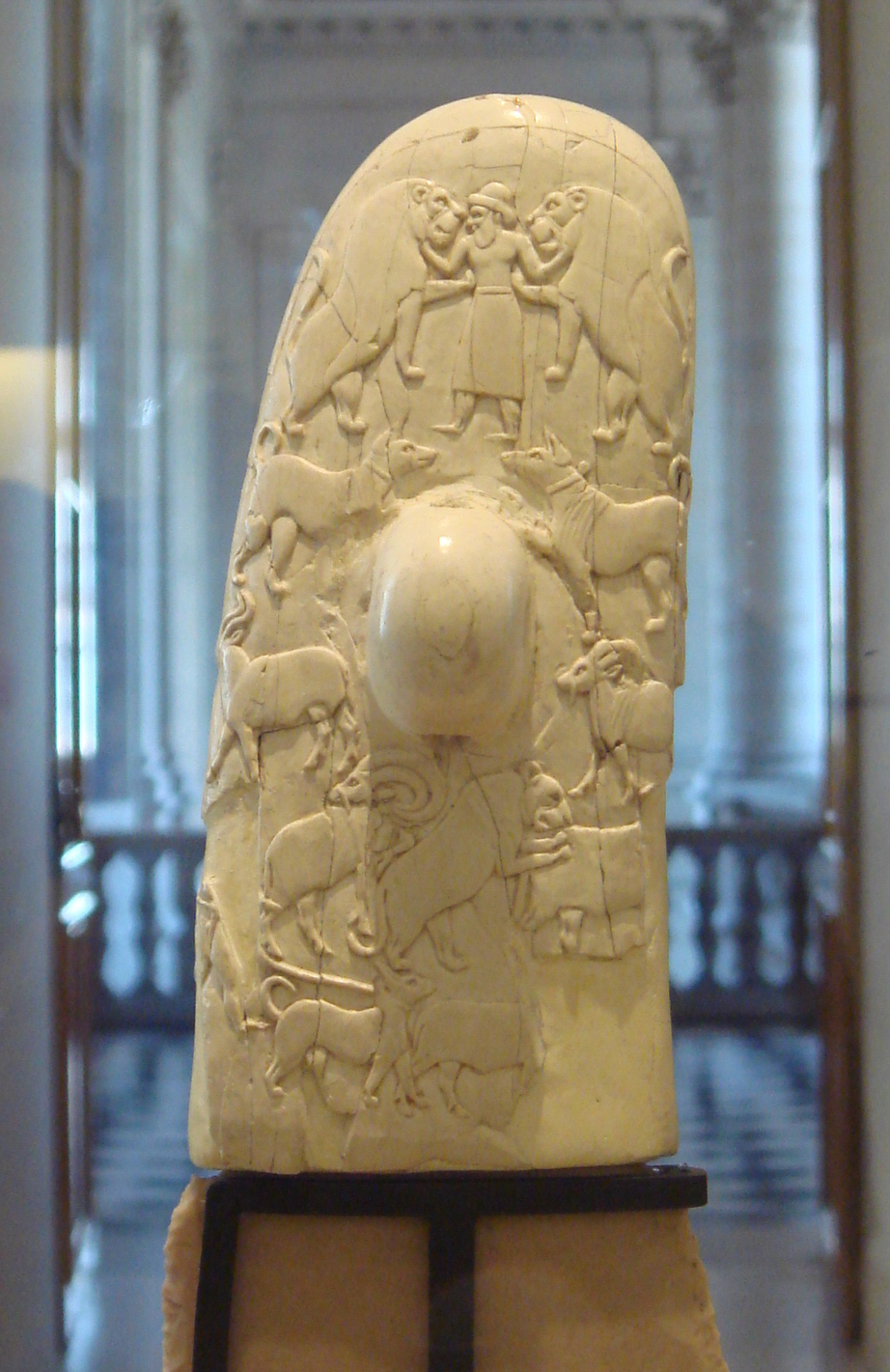
Poignée en ivoire d'un couteau de Gebel el-Arak (vers 3300-3200 av. J.-C.)
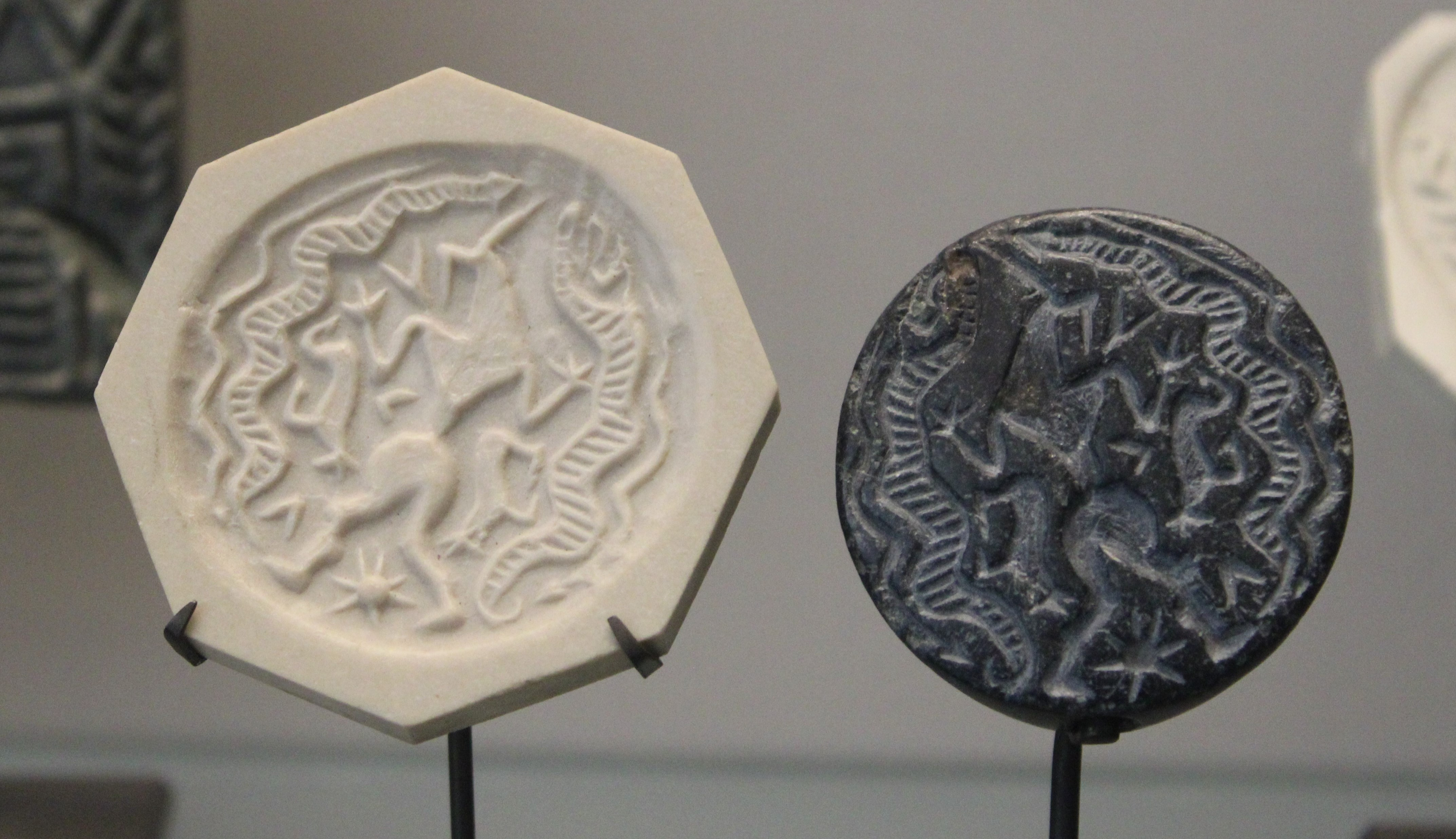
Timbre en stéatite avec, représentant un personnage à tête de bouquetin domptant des serpents. Lorestan, 4000 av. J.-C. Musée du Louvre
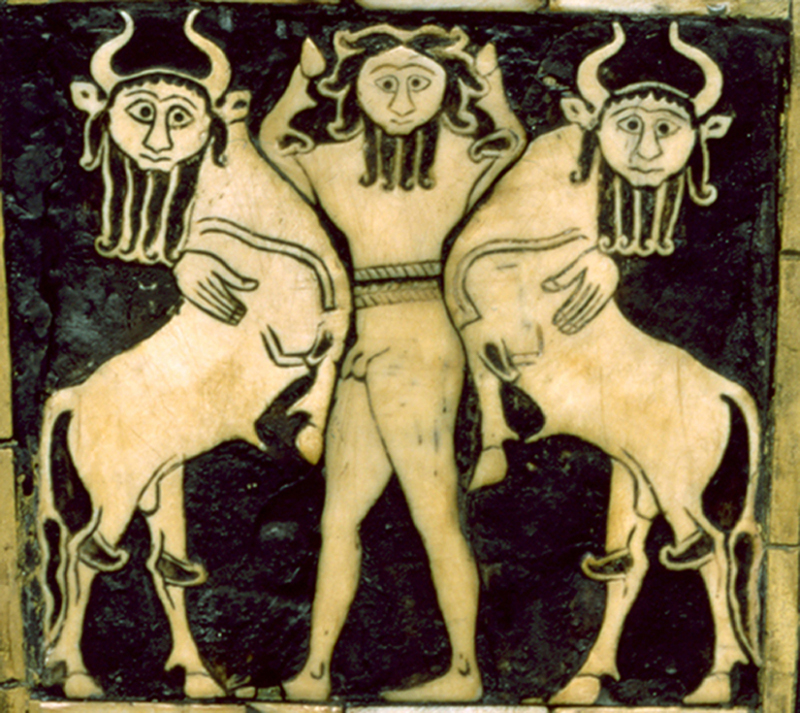
Maître protecteur de la harpe trouvée à Ur, daté d'environ 2600 av. J.-C.
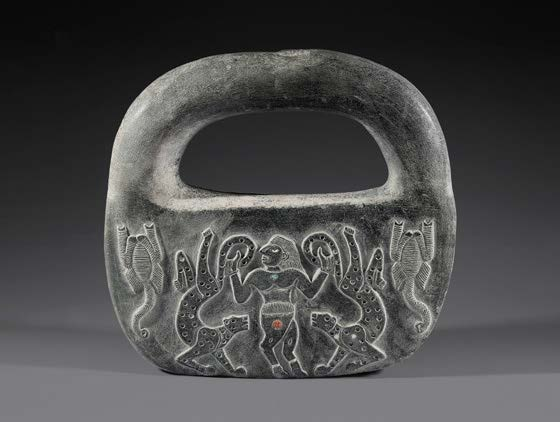
Chlorite, culture Jiroft Iran, vers 2500 av. J.-C., âge du bronze I un humain aux pieds fourchus flanqué de scorpions et de lionnes
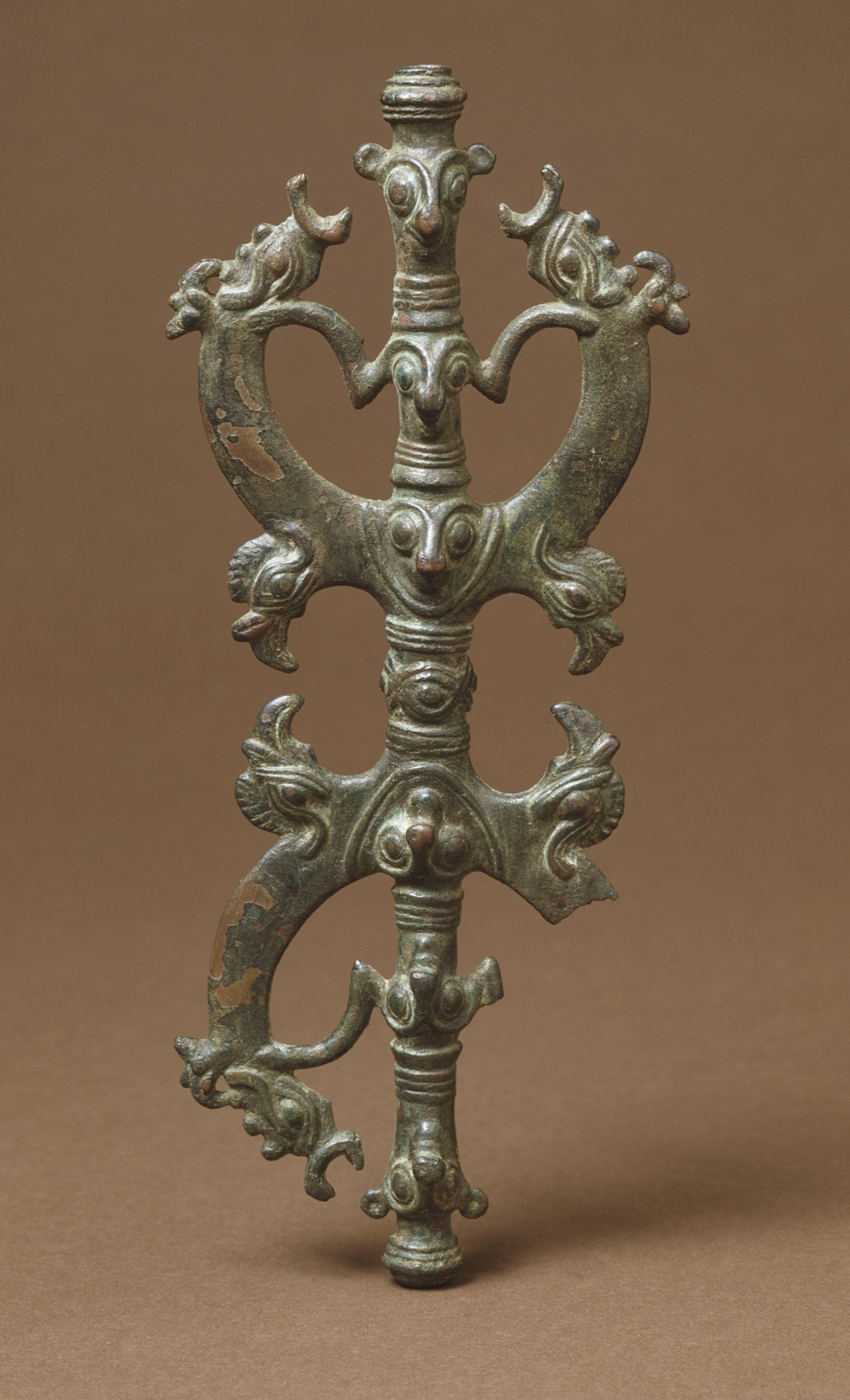
Épi de faîtage en  bronze du Luristan représentant le « Maître des animaux ».
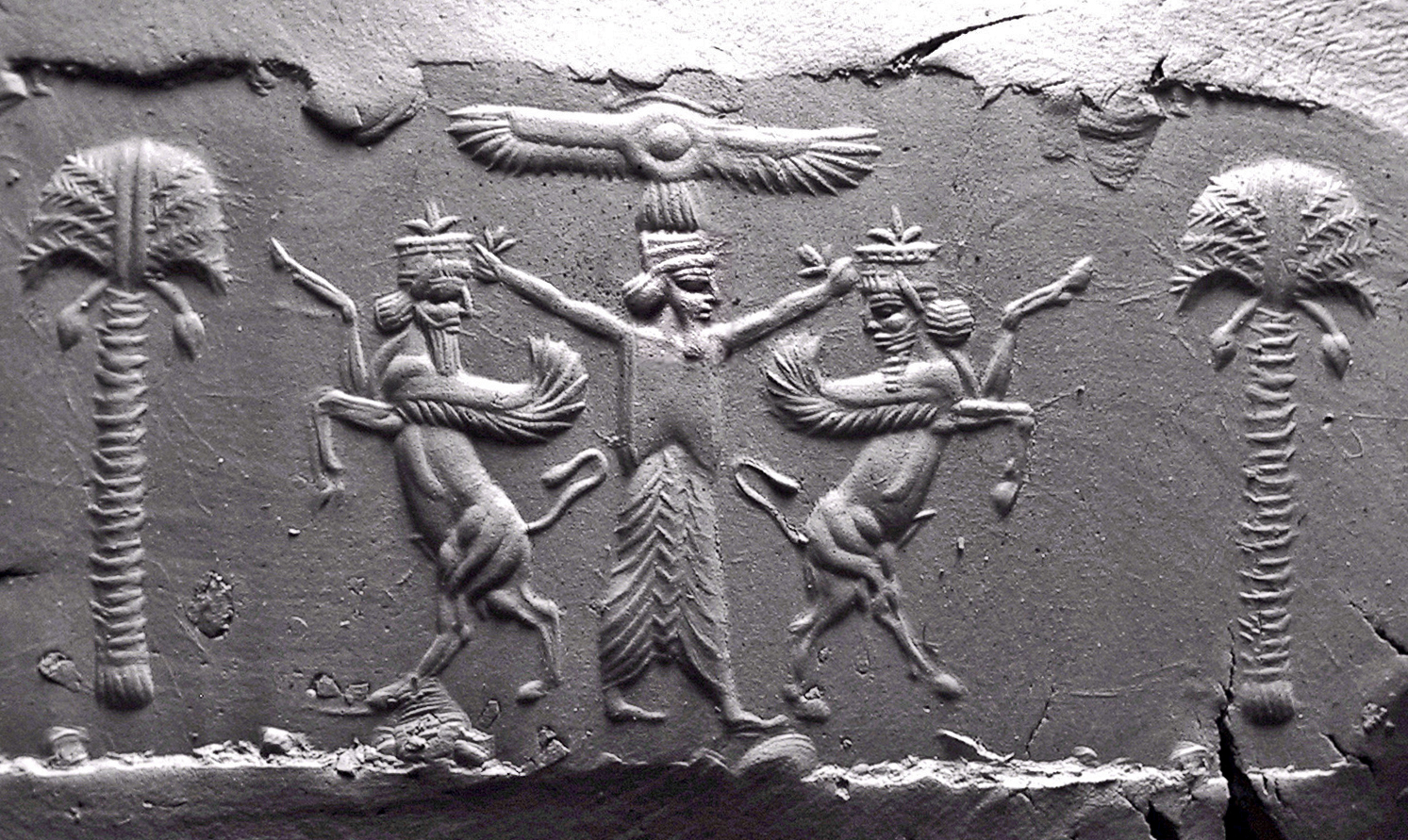
Empreinte de sceau achéménide avec le roi perse soumettant deux lamassu mésopotamiens
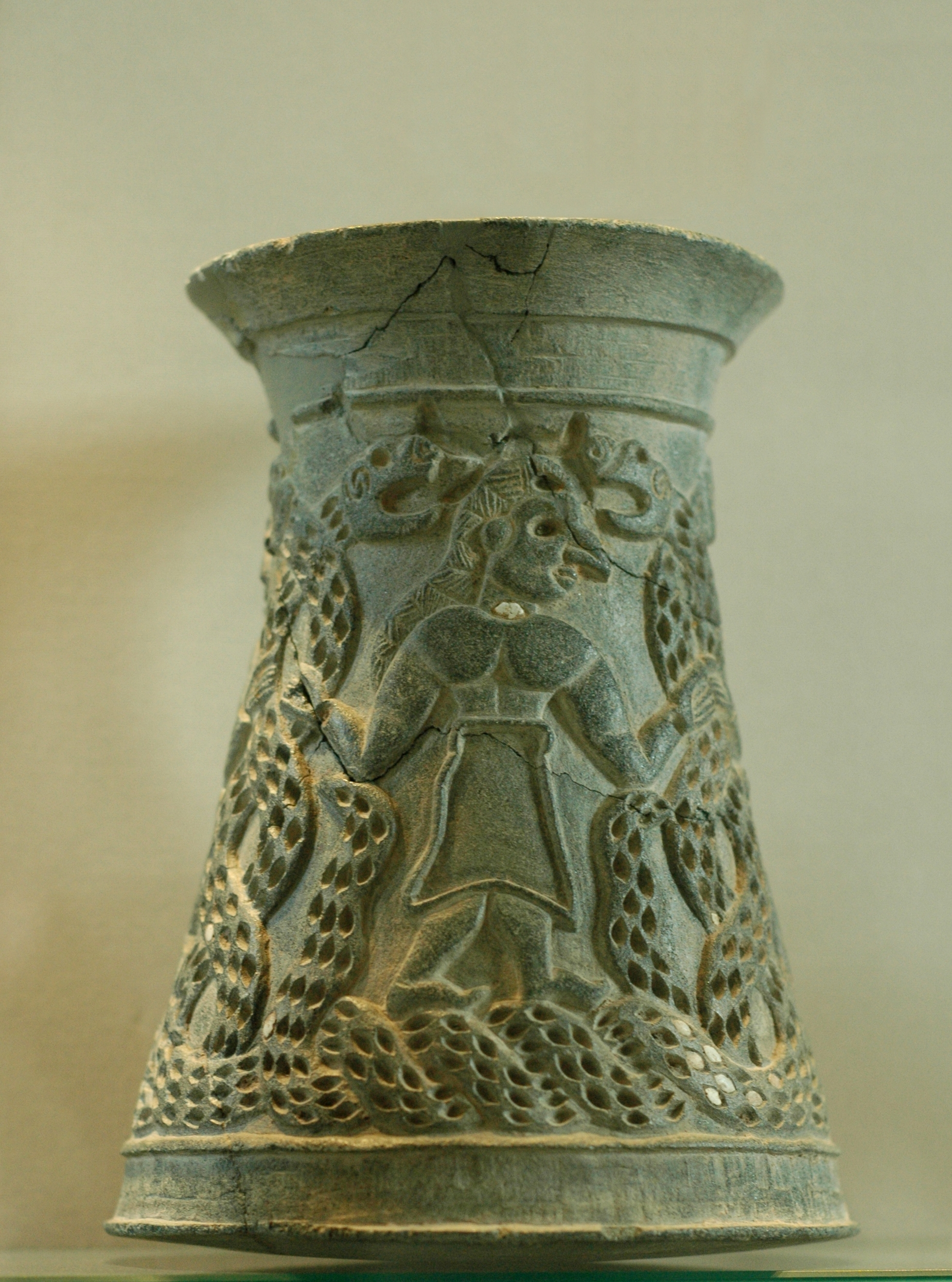
Maître iranien des animaux avec deux serpents
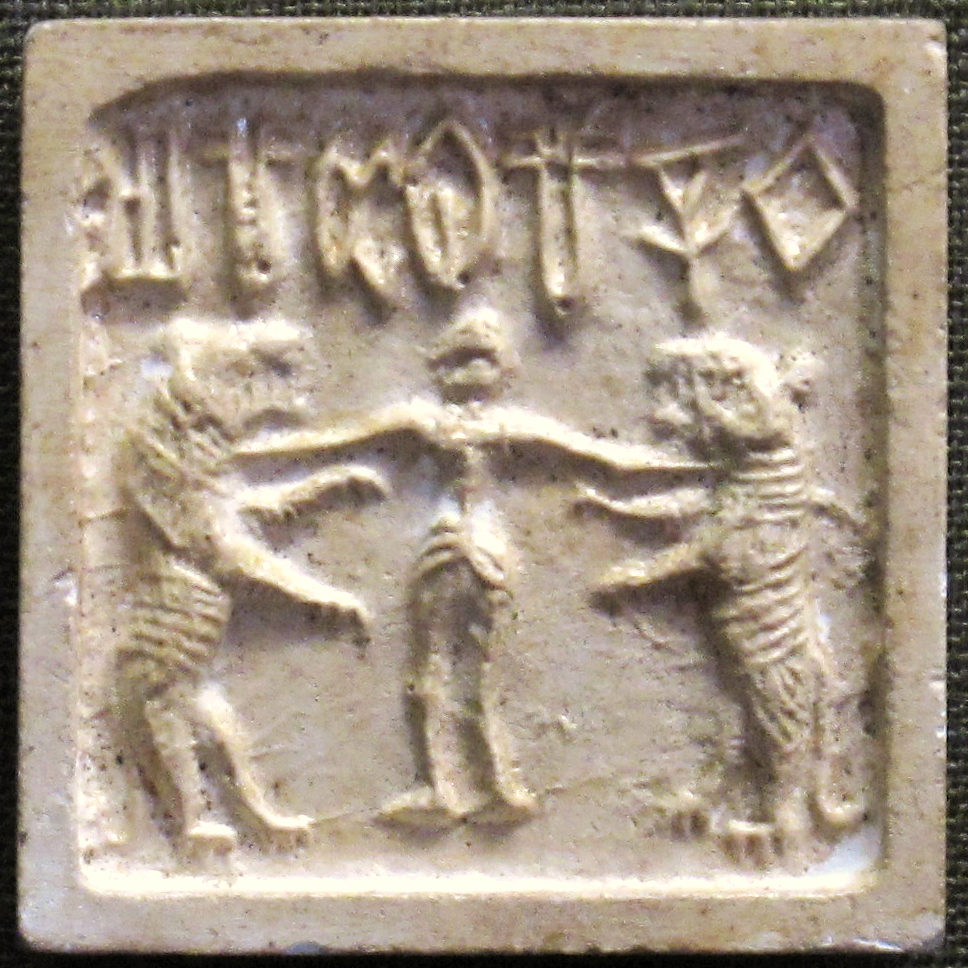
Sceau de la civilisation de la vallée de l'Indus, avec un humain flanqué de deux lions (2500-1500 av. J.-C.[18],[19])
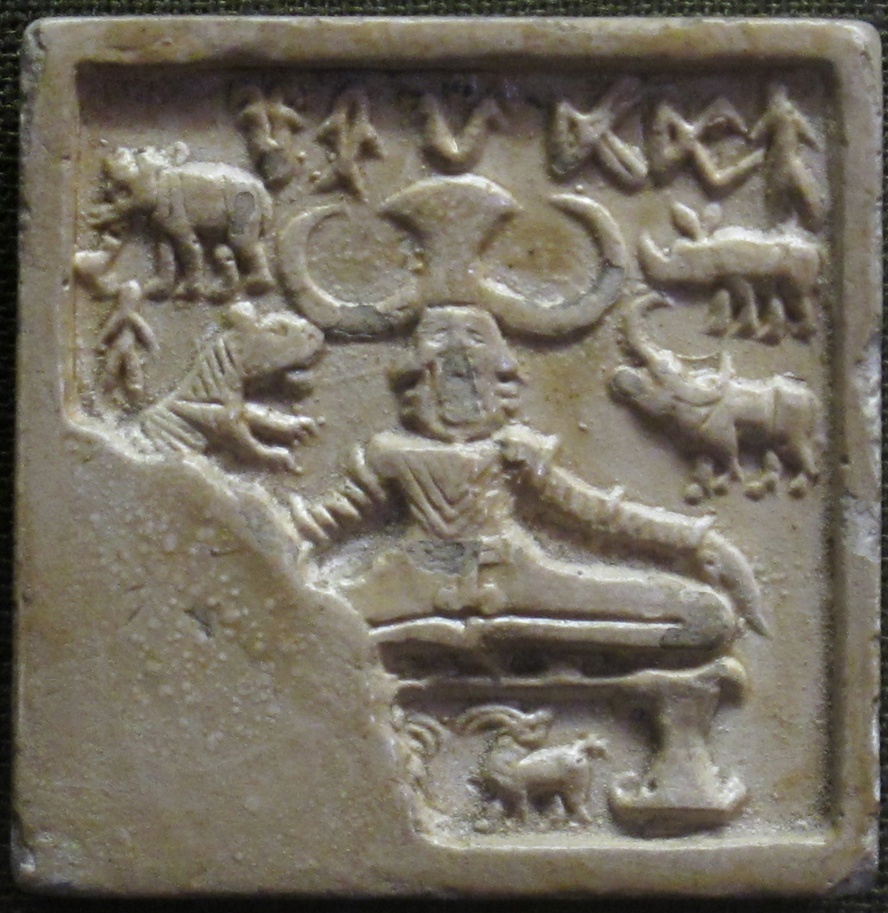
Empreinte du sceau Pashupati, civilisation de la vallée de l'Indus
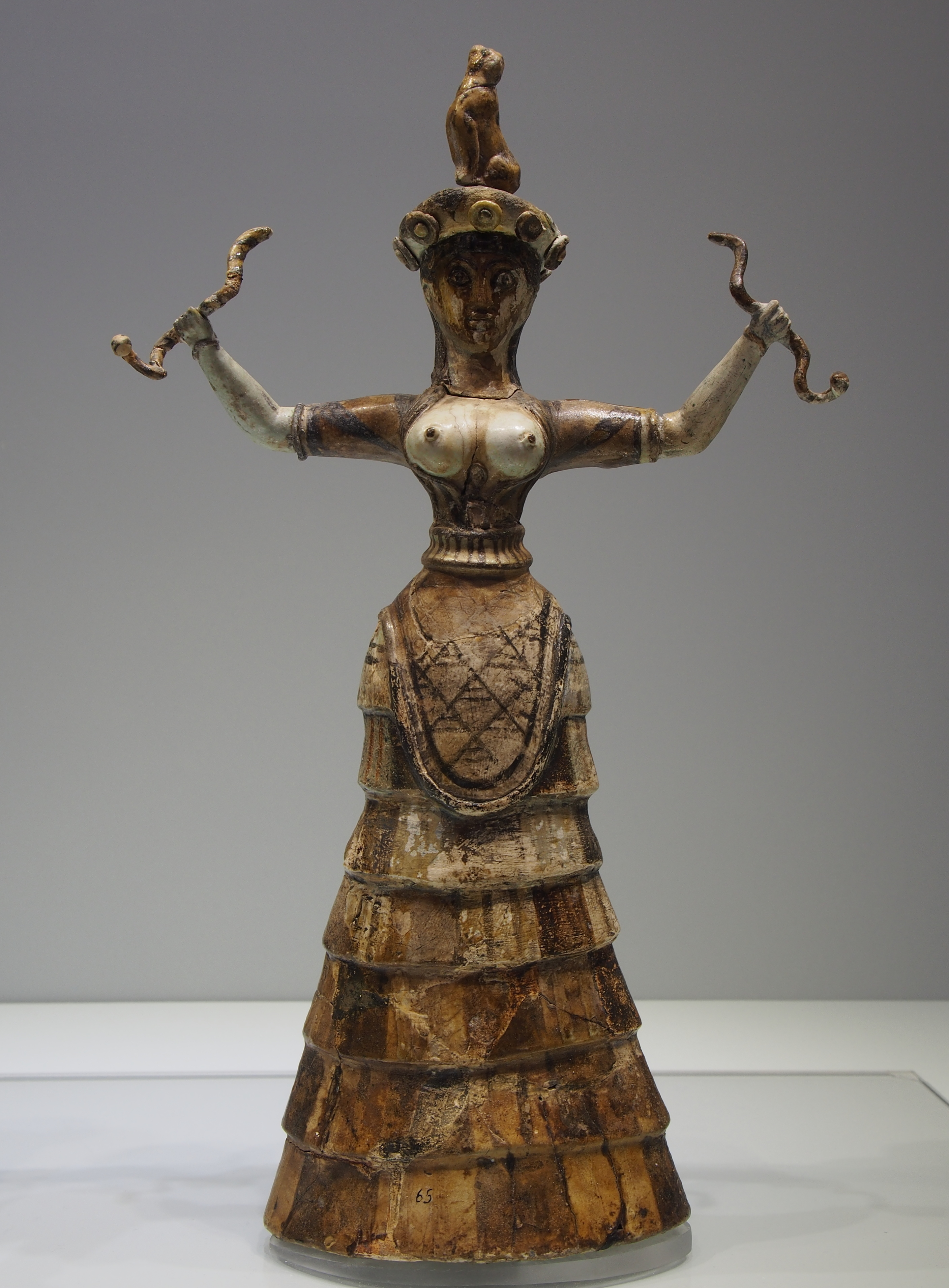
Une des figurines minoennes de la déesse aux serpent, vers 1600 av. J.-C.
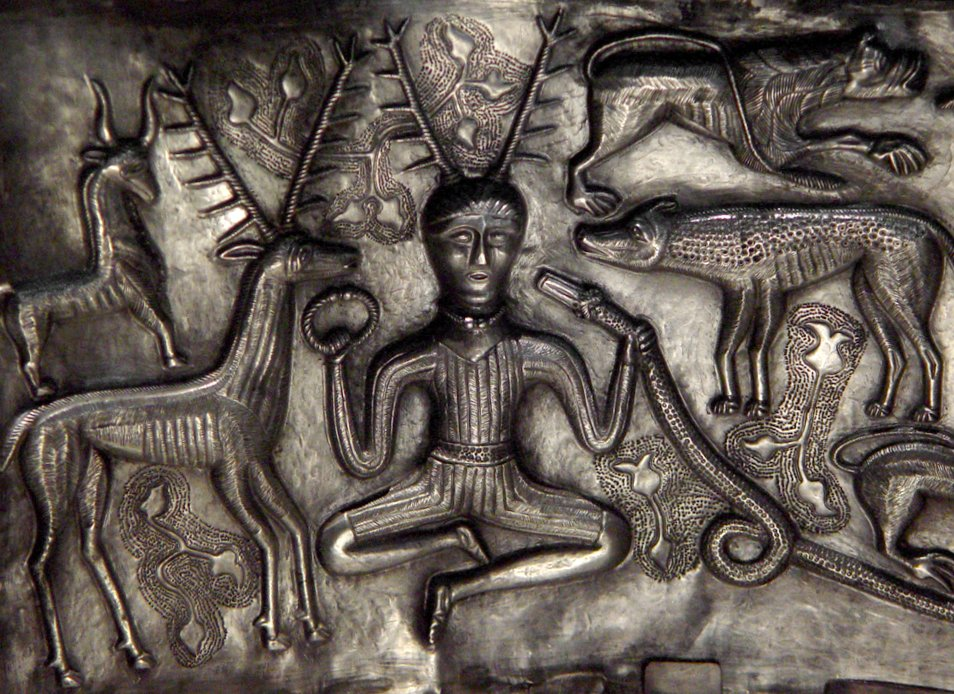
Détail de la figure de bois du chaudron de Gundestrup
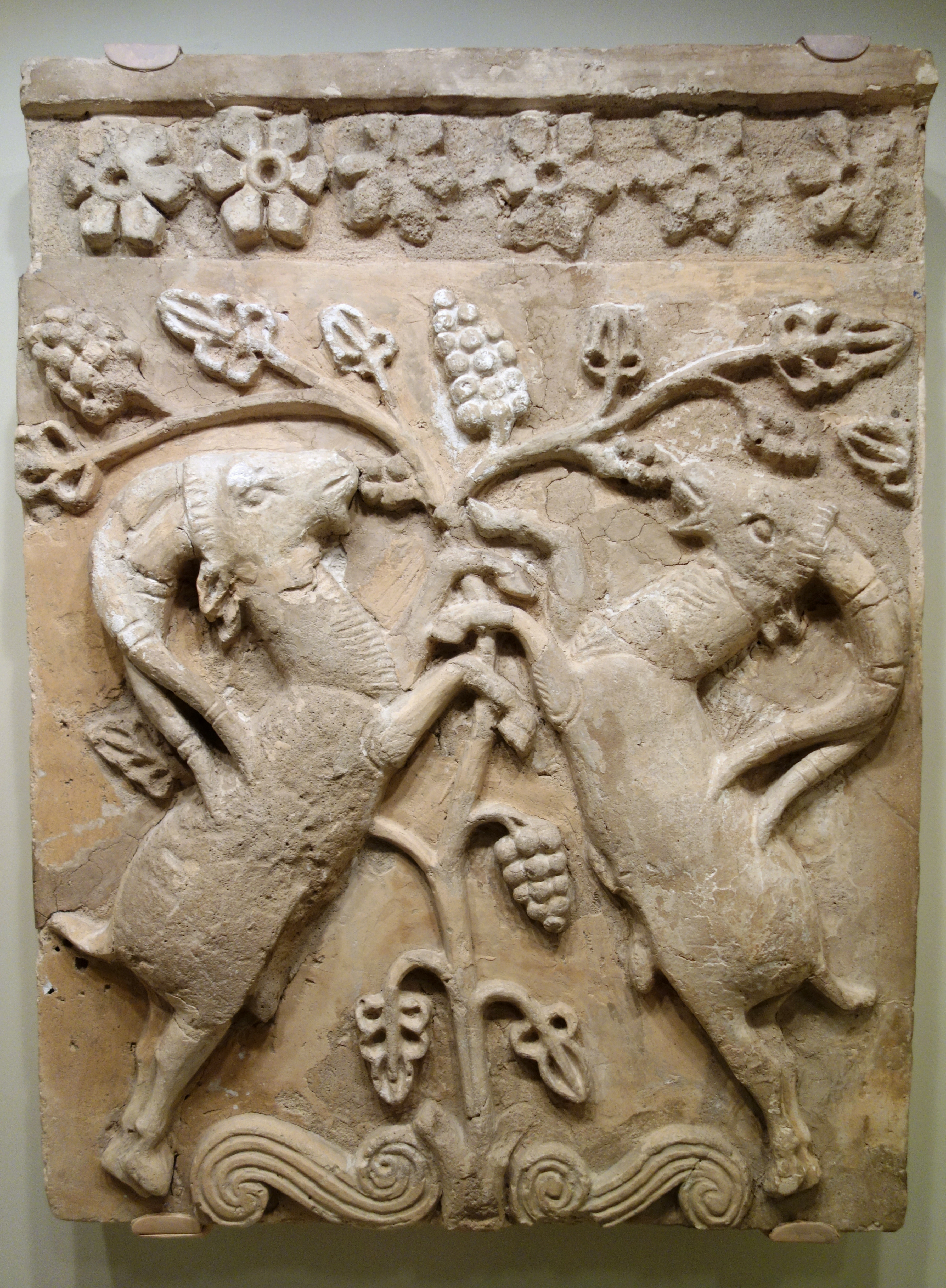
Animaux confrontés, ici des bouquetins flanquent un Arbre de vie, de l'Iran sassanide (Ve au VIe siècle) ( Cincinnati Art Museum )
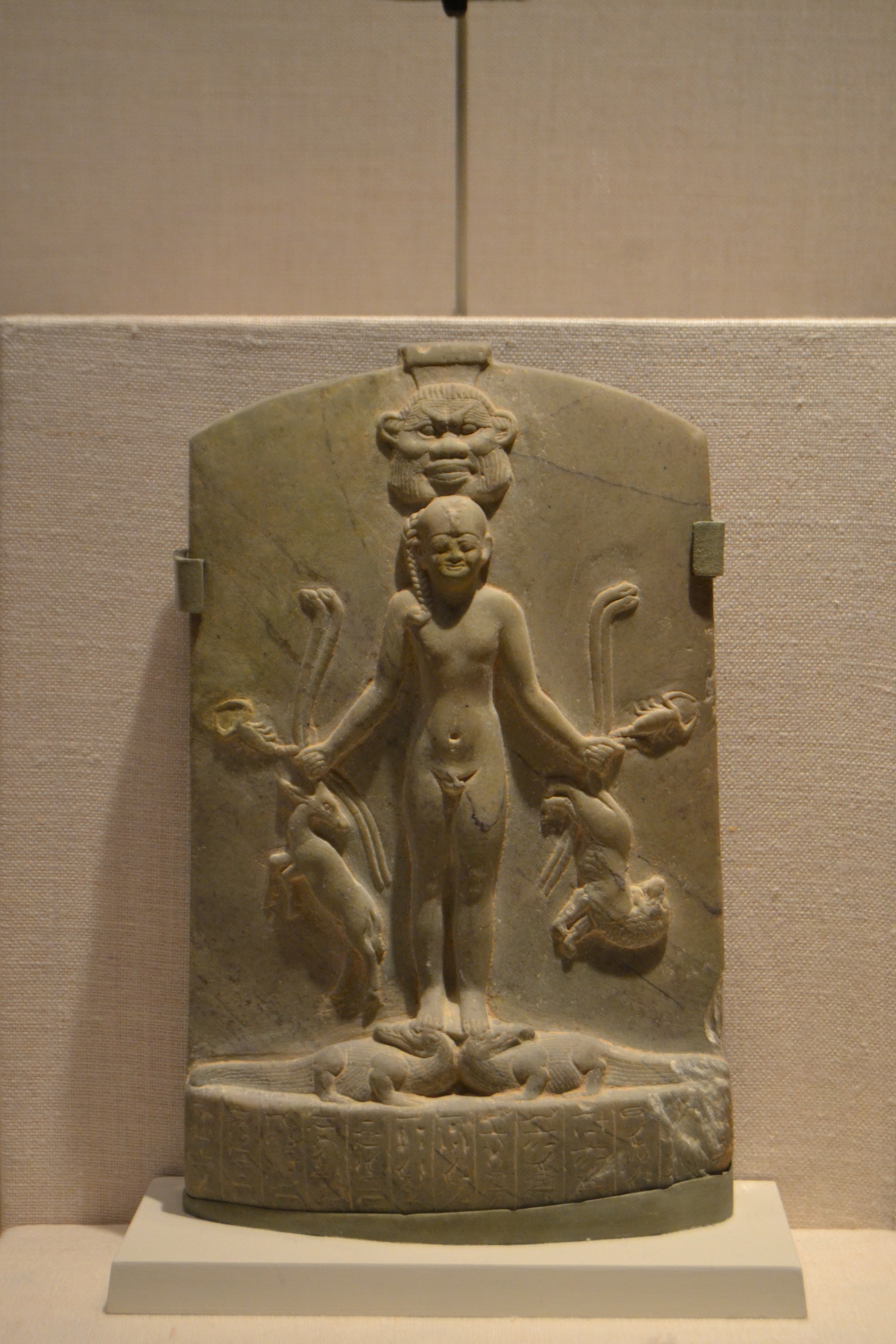
Période ptolémaïque (305-30 av. J.-C.) Cippe égyptien d'Horus Museum of Fine Arts, Boston
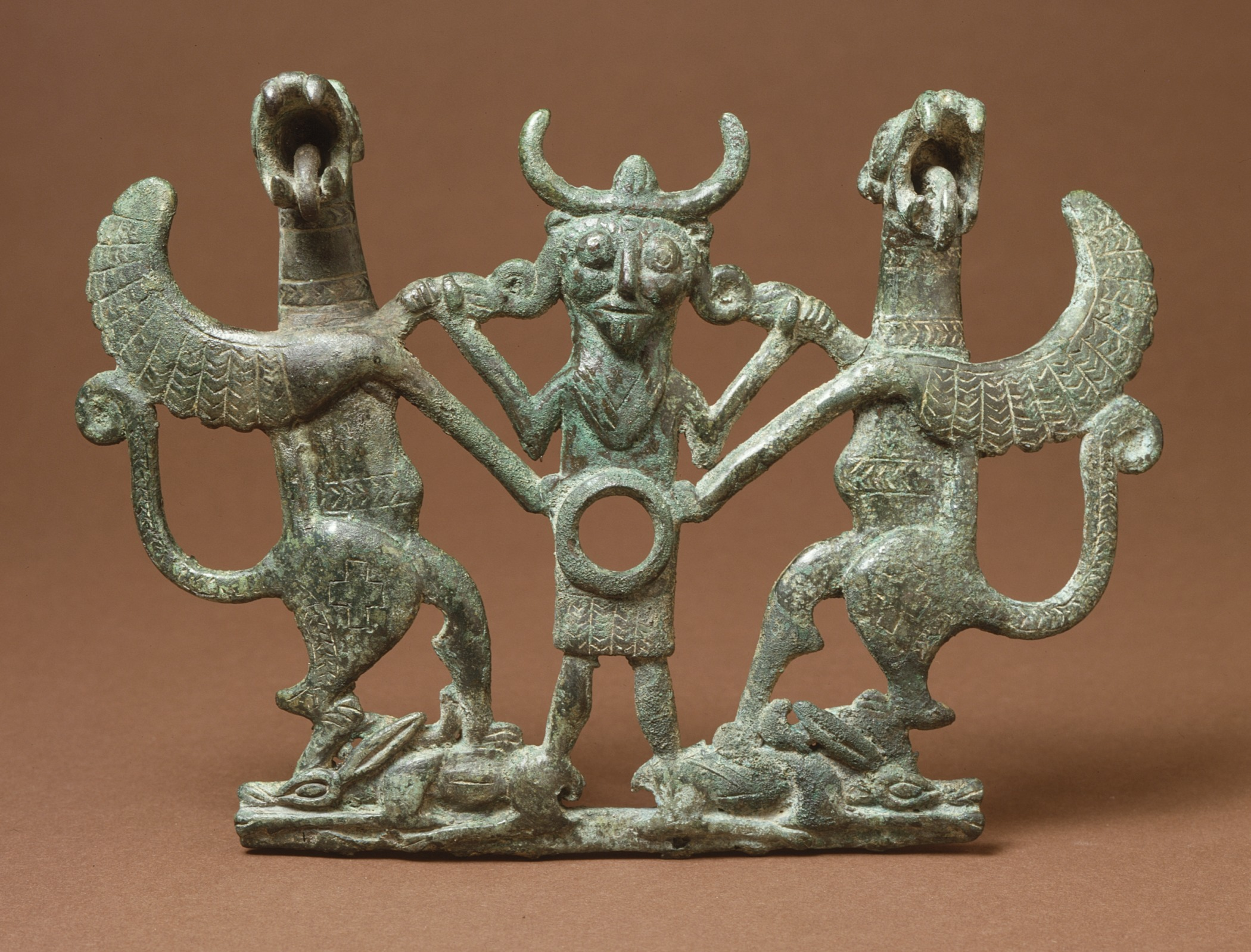
Joue de mors de cheval en bronze du Loristan avec motif « Maître des animaux », environ 700 av. J.-C.

## Figures de divinité

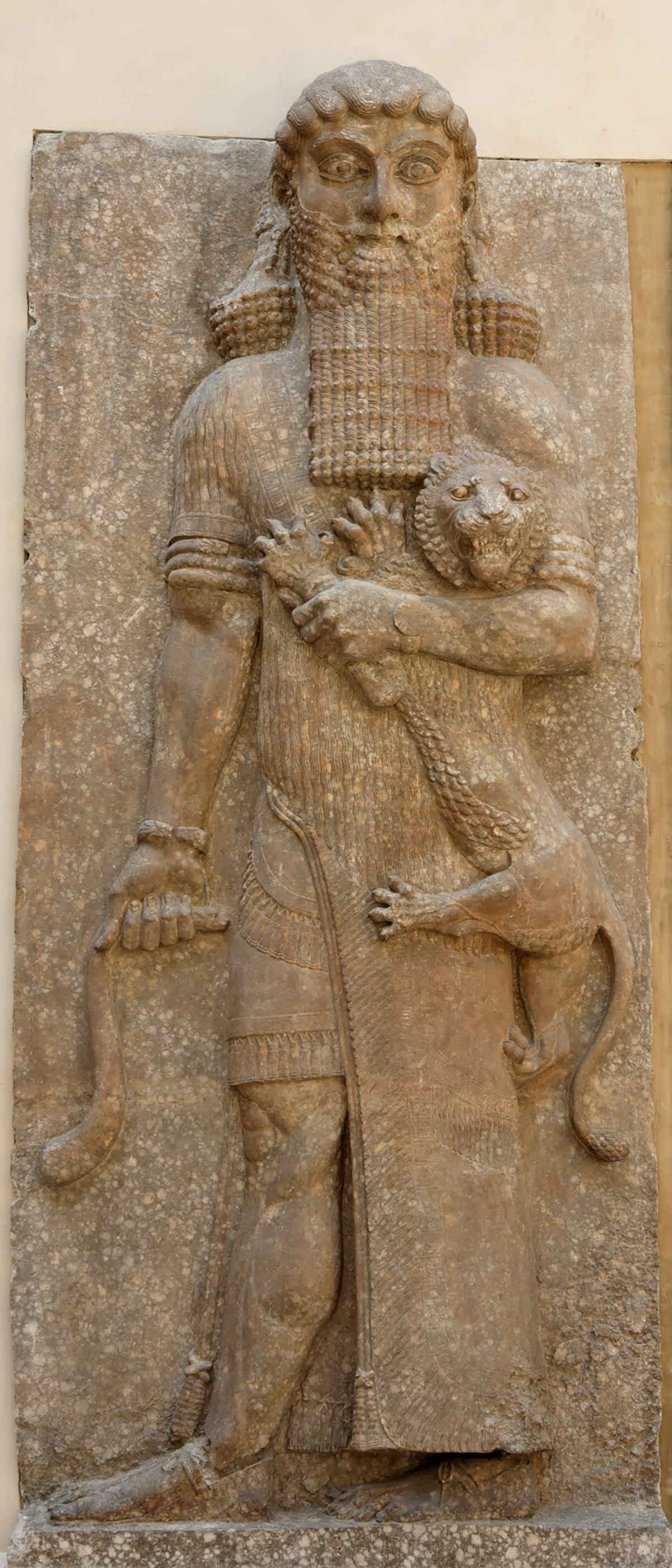
Héros assyrien empoignant un lion et un serpent

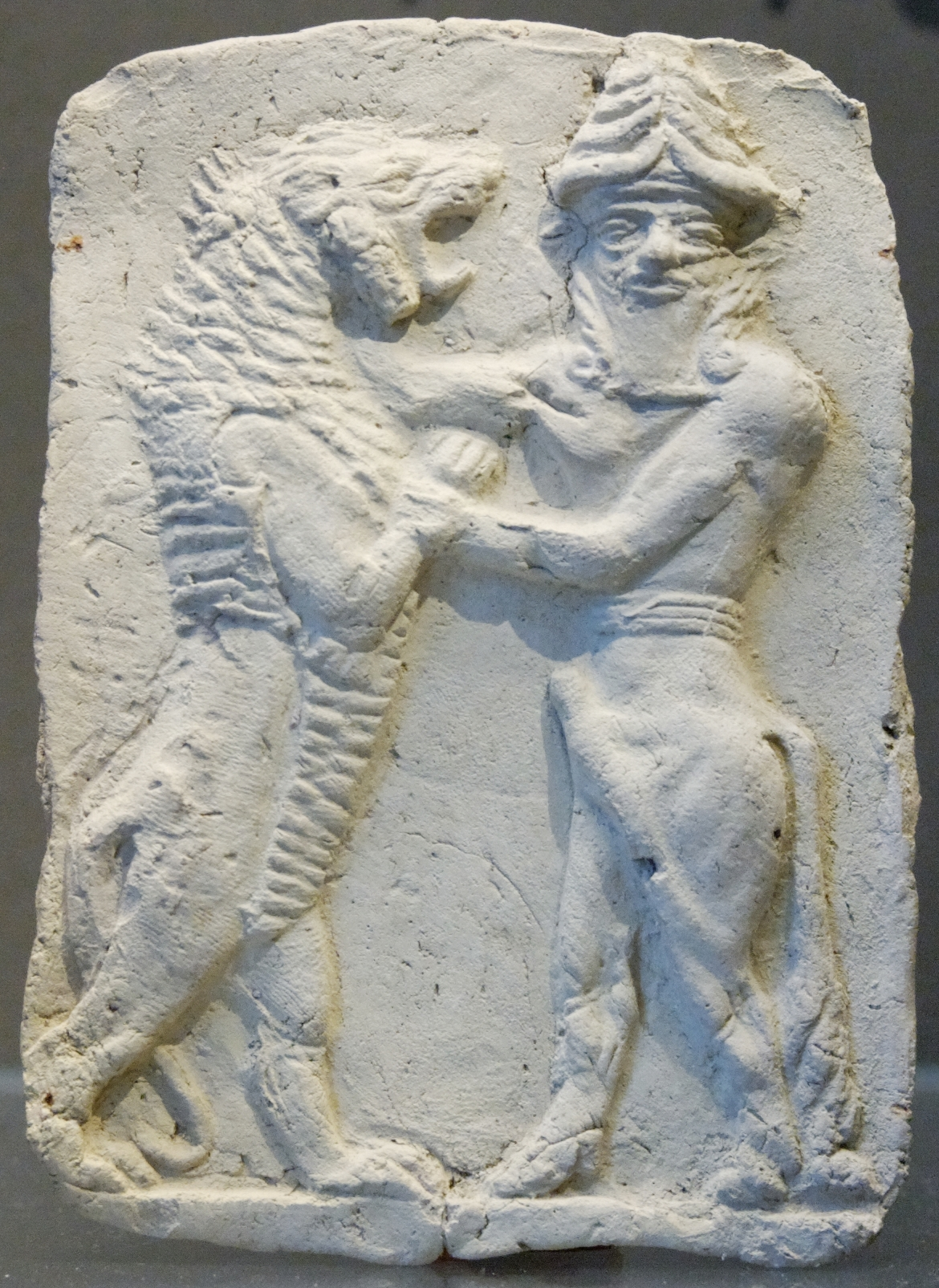
Homme-taureau seul luttant avec un lion, Mésopotamie, IIIe millénaire av. J.-C.

Même si ces figures ne sont pas toutes des divinités, le terme peut être un nom générique pour un certain nombre d'idoles de diverses cultures ayant des relations étroites avec le règne animal ou sous forme partiellement animale (dans les cultures où ce n'est pas la norme). Ces personnages contrôlent les animaux, généralement sauvages, et sont responsables de leur reproduction continue et de leur disponibilité pour les chasseurs. Ils ont parfois aussi des équivalents féminins comme les fameuses « Maîtresse des Animaux ».
De nombreux exemples mésopotamiens peuvent représenter Enkidu, un personnage central de l'ancienne épopée mésopotamienne de Gilgamesh. Ils peuvent tous avoir un précurseur de l'âge de pierre qui était probablement une divinité du chasseur. Nombre d'entre elles sont liées à la divinité cornue de la chasse, un autre type courant, représenté par Cernunnos, et à une variété de divinités de cerfs, de taureaux, de béliers et de chèvres. Les divinités à cornes ne sont cependant pas universelles, et dans certaines cultures, des divinités de l'ours, comme Arktos, peuvent jouer ce rôle, ou même les divinités plus anthropomorphes qui dirigent la chasse sauvage. De telles figures sont souvent appelées « Seigneur de la forêt » ou « Seigneur de la montagne ».
Le dieu grec représenté comme le « Maître des animaux » est généralement Apollon en tant que divinité de la chasse,. Shiva a l'épithète Pashupati qui signifie le « Seigneur des animaux », et ces figures peuvent dériver d'un archétype. Le chapitre 39 du livre de Job a été interprété comme une affirmation de la divinité de la Bible hébraïque en tant que maître des animaux.

## Lectures complémentaires
- Hinks, Roger (1938). Le Maître des animaux, Journal de l'Institut Warburg, Vol. 1, n° 4 (avril 1938), p. 263–265
- Chittenden, Jacqueline (1947). Le Maître des animaux, Hesperia, Vol. 16, n° 2 (avr. - juin 1947), pp. 89–114
- Slotten, Ralph L. (1965). The Master of Animals: A study in the symbolism of ultimacy in primitive religion, Journal of the American Academy of Religion, 1965, XXXIII(4): 293-302
- Bernhard Lang (2002). Le Dieu hébreu : Portrait d'une divinité ancienne, New Haven : Yale University Press, pp. 75–108
- Yamada, Hitoshi (2013). "Le concept de "maître des animaux" des Ainu", Cosmos: The Journal of the Traditional Cosmology Society, 29 : 127-140
- Garfinkel, Alan P. et Steve Waller, 2012, Sounds and Symbolism from the Netherworld: Acoustic Archaeology at the Animal Master's Portal. Pacific Coast Archaeological Society Quarterly 46(4):37-60